# Bartosz Żurawiecki
Bartosz Żurawiecki (ur. 21 sierpnia 1971 w Poznaniu) – polski kulturoznawca, krytyk filmowy, dziennikarz, felietonista, pisarz i dramaturg.

## Życiorys
W 1997 ukończył kulturoznawstwo ze specjalizacją filmową i teatralną na Wydziale Nauk Społecznych Uniwersytetu im. Adama Mickiewicza w Poznaniu. W 1990 rozpoczął pracę na stanowisku zastępcy redaktora naczelnego Poznańskiego Przeglądu Teatralnego. W latach 1995–1996 był sekretarzem redakcji dwutygodnika literackiego Nowy Nurt. Od 1992 pisał dla dziennika „Gazeta Wyborcza”. Od 1995 przez pięć lat w jej poznańskim oddziale zajmował się redagowaniem stron poświęconych kulturze w dodatku Co jest grane i wydawanej podczas Międzynarodowego Festiwalu Teatralnego „Malta” – „Gazety na Maltę”. Od 2000 był stałym współpracownikiem miesięcznika „Film”, a po zamknięciu pisma (2013) objął dział recenzji miesięcznika „Kino”.
W trakcie kariery zawodowej jego teksty pojawiały się m.in. w tygodnikach Przekrój, Tygodnik Powszechny i Odra, miesięcznikach Charaktery, Dialog, Kino, Teatr i Didaskalia oraz w magazynach Aktivist i Ha!art. Był stałym felietonistą serwisów filmowych portali Onet.pl i Wirtualna Polska. Obecnie publikuje w dwumiesięcznika Replika (jest w składzie redakcji).
W 1996 został laureatem Nagrody im. Krzysztofa Mętraka dla młodego krytyka filmowego. Za autorski blog filmowy Czego nie widać prowadzony w latach 2011-2018 na stronie internetowej kanału Ale Kino+ otrzymał w 2014 roku Nagrodę PISF-u w kategorii Portal internetowy lub blog filmowy.
W 2001 był jednym z założycieli Kampanii Przeciw Homofobii (KPH).
W 2005 zadebiutował powieścią Trzech panów w łóżku, nie licząc kota. W tym samym roku wydał zbiór dramatów Erotica alla polacca. Nowele dramatyczne. 19 października 2007 ukazała się jego trzecia książka – Ja, czyli 66 moich miłości. Jest także współautorem książek Homofobia po polsku, Autorzy polskiego kina i Parametry pożądania: kultura odmieńców wobec homofobii.
W 2024 jego książka Ojczyzna moralnie czysta znalazła się w finale Nagrody im. Ryszarda Kapuścińskiego.

## Życie prywatne
Jest wyoutowanym gejem.

## Publikacje

### Książki
- Trzech panów w łóżku, nie licząc kota. Romans pasywny (Sic!, 2005)[6]
- Erotica alla polacca. Nowele dramatyczne (Sic!, 2005)[7]
- Ja czyli 66 moich miłości (Sic!, 2007)[8]
- Nieobecni (Krytyka Polityczna, 2011)[9][10]
- Do Lolelaj. Gejowska utopia (Wydawnictwo Szafa, 2017)
- Festiwale wyklęte (Krytyka Polityczna, 2019)[11]
- Ojczyzna moralnie czysta. Początki HIV w Polsce, (Czarne, 2023)[12]
- Primadonna. Biografia Bogusława Kaczyńskiego (Agora, 2024)[13]

### Prace zbiorowe
- Widziane po latach (2000)
- Młoda krytyka filmowa (2003)
- Autorzy kina polskiego (2004)
- Homofobia po polsku (2004)
- Parametry pożądania (2006)
- Luchino Visconti (2006)
- Wolałbym nie. Antologia (2009)
- Bond. Leksykon (2009)[14]
- Wampir. Leksykon (2010)[15]
- Skolimowski. Przewodnik Krytyki Politycznej (2010)[16]
- Queer Studies. Podręcznik kursu (2010)[17]
- Wajda. Przewodnik Krytyki Politycznej (2013)[18]
- Ludzie, nie ideologia (2021)[19]